# (19287) Paronelli
(19287) Paronelli (1996 DH1) – planetoida z pasa głównego asteroid okrążająca Słońce w ciągu 5,6 lat w średniej odległości 3,15 j.a. Odkryta 22 lutego 1996 roku.